# باتريسيا آيرلادند
باتريسيا آيرلادند (بالإنجليزية: Patricia Ireland)‏ هي محامية أمريكية، ولدت في 19 أكتوبر 1945.

## وصلات خارجية
- باتريسيا آيرلادند على موقع إن إن دي بي (الإنجليزية)